# Viper Racing
Viper Racing es un videojuego de carreras de 1998 con licencia de Dodge desarrollado por Monster Games y publicado por Sierra On-Line para Microsoft Windows. Fue el primer juego lanzado comercialmente desarrollado por Monster Games.

## Jugabilidad
Viper Racing es una simulación de carreras de autos deportivos que presenta exclusivamente el Dodge Viper, uno de los autos de carreras más populares en la actualidad. Viper Racing combina el modo de carreras arcade fácil de dominar y el desafío de un modo de simulación serio con tres niveles de dificultad.
Se incluye un modo de carrera que le permite ganar dinero para mejorar su automóvil y ascender a través de tres clases diferentes de la liga de carreras Viper. Se incluyen muchas pistas, junto con repeticiones, para revisar las carreras más tarde, y un modo de garaje, para ajustar su configuración.
También hay trucos, incluida la capacidad de conducir aviones, pero ninguno de estos es particularmente útil, ni está bien pulido, excepto el automóvil 'exótico' (la mayoría de los modelos de vehículos están incompletos). La física de Viper Racing era muy avanzada para su época, y la IA, cuando se establece en difícil, incluso puede participar en peleas de autos.

## Recepción
| Recepción |              |
| --- | ------------ |
| Puntuaciones de reseñas Evaluador Calificación GameRankings 81% [ 2 ] Puntuaciones de críticas Publicación Calificación AllGame [ 3 ] Computer Games Strategy Plus [ 4 ] Game Informer 6/10 [ 5 ] Game Revolution B [ 6 ] GameSpot 8.5/10 [ 7 ] Jeuxvideo.com 17/20 [ 8 ] PC Gamer RU 81% [ 9 ] PC Gamer EEUU 89% [ 10 ] PC PowerPlay 80% [ 11 ] |              |
| Puntuaciones de reseñas |              |
| Evaluador | Calificación |
| GameRankings | 81%          |
| Puntuaciones de críticas |              |
| Publicación | Calificación |
| AllGame | [ 3 ]        |
| Computer Games Strategy Plus | [ 4 ]        |
| Game Informer | 6/10         |
| Game Revolution | B            |
| GameSpot | 8.5/10       |
| Jeuxvideo.com | 17/20        |
| PC Gamer RU | 81%          |
| PC Gamer EEUU | 89%          |
| PC PowerPlay | 80%          |

El juego recibió reseñas favorables según el sitio web de agregación de reseñas GameRankings.
El juego fue finalista del premio Computer Games Strategy Plus' "Juego de carreras del año" de 1998, que finalmente fue para Locura de Motocross. El personal calificó al primero como "una experiencia de juego fabulosamente rica, con un excelente modo de carrera y más opciones de personalización de las que podría encontrar en un concesionario Dodge real".